# Korpe
Korpe – wieś w Słowenii, w gminie Lukovica. W 2018 roku liczyła 21 mieszkańców.